# Chet Baker
Chesney Henry "Chet" Baker Jr. (23 tháng 12 năm 1929 – 13 tháng 5 năm 1988) là ca sĩ, nhạc sĩ, nhạc công kèn trumpet và flugelhorn người Mỹ. Ông là một trong những nghệ sĩ kỳ cựu và nổi tiếng nhất thể loại cool jazz.
Baker sớm tạo tiếng vang từ những năm 1950 với hàng loạt album trong vai trò ca sĩ như Chet Baker Sings hay It Could Happen to You. Nhà nghiên cứu nhạc jazz Dave Gelly từng miêu tả Baker khi khởi nghiệp là hình ảnh của "James Dean, Sinatra và Bix kết hợp". Tuy nhiên, việc công khai tiền sử nghiện ma túy của mình khiến ông mất đi nhiều thiện cảm của công chúng. Còn phải kể tới việc trong suốt thập niên 1960, ông đã phải thường xuyên vào tù vì những rắc rối xã hội. Sự nghiệp của Baker chỉ khởi sắc trở lại kể từ cuối thập niên 1970, cho tới khi ông qua đời vì ngã từ cửa sổ khách sạn tại Amsterdam, Hà Lan vào năm 1988.

## Phim
- (1955) Hell's Horizon, bởi Tom Gries: diễn viên
- (1959) Audace colpo dei soliti ignoti, bởi Nanni Loy: nhạc
- (1960) Howlers in the Dock, bởi Lucio Fulci: diễn viên
- (1963) Ore rubate ["stolen hours"], bởi Daniel Petrie: nhạc
- (1963) Tromba Fredda, bởi Enzo Nasso: diễn viên và nhạc
- (1963) Le concerto de la peur, bởi José Bénazéraf: nhạc
- (1964) L'enfer dans la peau, bởi José Bénazéraf: nhạc
- (1964) Nudi per vivere, bởi Elio Petri, Giuliano Montaldo và Giulio Questi: nhạc
- (1988) Let's Get Lost, bởi Bruce Weber: nhạc